# Zhang Minjie
Zhang Minjie (en chino: 掌敏洁; 28 de agosto de 2004) es una deportista china que compite en saltos de plataforma.
Ganó dos medallas de oro en el Campeonato Mundial de Natación, en los años 2023 y 2025. En los Juegos Asiáticos de 2018 consiguió una medalla de oro en la prueba de plataforma 10 m sincro.

## Palmarés internacional
| Campeonato Mundial | Campeonato Mundial  | Campeonato Mundial | Campeonato Mundial     |
| Año                | Lugar               | Medalla            | Prueba                 |
| ------------------ | ------------------- | ------------------ | ---------------------- |
| 2023               | Fukuoka (Japón)     | Medalla de oro     | Equipo mixto           |
| 2025               | Singapur (Singapur) | Medalla de oro     | Plataforma 10 m sincro |
| Juegos Asiáticos   |                     |                    |                        |
| Año                | Lugar               | Medalla            | Prueba                 |
| 2018               | Yakarta (Indonesia) | Medalla de oro     | Plataforma 10 m sincro |